# Tascam
Tascam (акроним от TEAC Audio Systems Corporation America) — отделение TEAC, конструирующее и производящее профессиональное оборудование для звукозаписи. Базируется в США, в городе Монтебелло (штат Калифорния). В 1970-е годы предприятие выпускало магнитофоны для многоканальной записи на ленту, разработало первый кассетный магнитофон многоканальной записи и считается изобретателем концепции портастудии.

## История
Предприятие было основано как независимая компания по дистрибуции и модификации продукции корпорации TEAC на рынке профессионального аудиооборудования США в 1971 году Ёсихарой Абэ в Марина дель Рей (штат Калифорния). Компания оказалась успешной и корпорация TEAC выкупила Tascam в 1974 году, сделав её своим американским подразделением.

## Награды
- Научно-техническая академическая премия (англ. Scientific and Technical Academy Award) от Академии кинематографических искусств и наук[2].